# Zelotes mosioatunya
Zelotes mosioatunya är en spindelart som beskrevs av FitzPatrick 2007. Zelotes mosioatunya ingår i släktet Zelotes och familjen plattbuksspindlar. Inga underarter finns listade i Catalogue of Life.